# Генадь Шимановський
Генадь Шимановський (1891, Слуцьк, Мінська губернія, Російська імперія (нині — Мінська область, Білорусь — ?) — білоруський політик міжвоєнної Польської республіки, посол польського сейму III, IV та V скликань (1930—1939).

## Життєпис
Навчався на економіста у Москві. 
У 1924 працював у Християнському Банку у Клецьку. 
Згодом виконував обов'язки директора Християнського національного банку у Несвіжі. 
З 1927 пов'язаний з урядом у Новогрудку.
У 1930 відійшов від Безпартійного Блоку Співпраці з Урядом і в результаті отримав мандат посла від Новогрудського повіту. 
У 1935 та 1938 — переобраний до сейму, цього разу від Барановичів. 
Під час IV скликання обіймав посаду секретаря Комісії з питань промисловості та торгівлі.

## Твори
- Gienadiusz Szymanowski, Dwanaście lat — wspomnienia z lat 1927—1939, Торунь 1998, wyd. Adam Marszałek, ss. 312